# Edouard Marque
Edouard Marque, francoski general, * 1881, † 1958.